# Wilis
Wilis je dlouhodobě nečinná sopka v centrální části indonéského ostrova Jáva. V jejím okolí se nenachází výraznější morfologické převýšení, tudíž tvoří dominantu v blízkém okolí. Vývoj Wilisu probíhal od středního pleistocénu ve třech etapách. Na konci druhé nastala destrukce velké časti masivu, třetí vybudovala současný vrchol. Kdy došlo k poslední erupci, není známo. Jediným projevem aktivity jsou fumaroly a bahenní sopky na západním úpatí, nedaleko jezera Ngebel.